# Phalantias grandiceps
Phalantias grandiceps là một loài bọ cánh cứng trong họ Anthicidae. Loài này được Heberdey miêu tả khoa học năm 1936.